# 47171 Lempo
47171 Lempo è un oggetto transnettuniano. Scoperto nel 1999, presenta un'orbita caratterizzata da un semiasse maggiore pari a 39,2054647 au e da un'eccentricità di 0,2207091, inclinata di 8,41967° rispetto all'eclittica.
Presenta una risonanza orbitale 2:3 con quella di Nettuno, il che permette di classificarlo come plutino.
L'asteroide è dedicato all'omonimo spirito della mitologia finlandese.
Si tratta di un sistema triplo con una coppia binaria stretta attorno a cui orbita un ulteriore satellite. La componente minore della binaria stretta è stata denominata Hiisi, il satellite esterno Paha. I due eponimi fanno riferimento a due altri spiriti protagonisti degli stessi racconti in cui appare Lempo.
La natura binaria del corpo principale è stata individuata da Susan D. Kern riesaminando le immagini del telescopio spaziale Hubble con cui Chad Trujillo e Michael E. Brown avevano individuato il primo satellite l'8 dicembre 2001.